# Kościół św. Karola Boromeusza w Opolu
Kościół Świętego Karola Boromeusza – rzymskokatolicki kościół parafialny Parafii św. Karola Boromeusza w Opolu, położony przy ulicy Chabrów w Opolu.

## Historia kościoła
Parafia została erygowana w 2000 roku. W 2007 roku rozpoczęła się budowa kościoła parafialnego według projektu architekta opolskiego Janusza Olenieckiego. Nowo wybudowana świątynia została konsekrowana przez bp. Andrzeja Czaję 7 maja 2016 roku.
W 2022 roku obok kościoła została postawiona wieża, a w kwietniu 2023 została dodana do niej ażurowa stalowa konstrukcja zwieńczona krzyżem. W maju 2023 zostały sprowadzone trzy dzwony odlane w Ludwisarni Felczyńskich w Taciszowie, które noszą imiona „Karol”, „Jan Paweł II” oraz – w nawiązaniu do trwającej wojny na Ukrainie – „Pokój”. Zostały poświęcone przez biskupa Rudolfa Pierskałę 29 maja 2023.